# Twenty8k
Twenty8k is een Britse thriller film uit 2012 geregisseerd door David Kew en Neil Thompson. De film ging op 10 september 2012 in première.

## Verhaal
De film speelt zich af in Londen; terwijl de stad zich klaar maakt voor de Olympische Spelen, wordt een tiener buiten een nachtclub doodgeschoten. Als de broer van mode-magnaat Deeva Jani gearresteerd wordt, keert zij terug naar haar huis in Parijs en besluit om de zaak zelf te onderzoeken omdat ze het niet vertrouwt. Tijdens haar onderzoek ontdekt ze al snel dat er een samenzwering rond de moord zit.

## Rolverdeling
| acteur            | personage           |
| ----------------- | ------------------- |
| Parminder Nagra   | Deeva Jani          |
| Jonas Armstrong   | Clint O'Connor      |
| Nichola Burley    | Andrea Patterson    |
| Kaya Scodelario   | Sally Weaver        |
| Michael Socha     | Tony Marchetto      |
| Kierston Wareing  | Francesca Marchetto |
| Stephen Dillane   | Edward Stone        |
| Nathalie Emmanuel | Carla               |
| Gregg Chillin     | Ricky               |
| Sebastian Nanena  | Vipon Jani          |

## Achtergrond
De film werd geregisseerd door David Kew en Neil Thompson, Thompson werkte daarnaast samen met Martin Carr als producent aan de film. Het scenario van de film werd geschreven door Paul Abbott en Jimmy Dowdall. De opnames van de film gingen op 21 april 2011 van start in Londen, Engeland. Hoofdrollen in de film waren weggelegd voor onder anderen Parminder Nagra, Jonas Armstrong, Nichola Burley en Kaya Scodelario.

## Release en ontvangst
Twenty8k werd door distributeur Showbox Media Group Ltd op 10 september 2012 in de bioscopen in het Verenigd Koninkrijk uitgebracht. De film werd door recensenten in het algemeen negatief ontvangen. Op Rotten Tomatoes heeft de film een score van 17% op basis van 6 beoordelingen.